# Reuben Gabriel
Reuben Shalu Gabriel (ur. 25 września 1990 w Kadunie) – nigeryjski piłkarz grający na pozycji pomocnika. Od 2016 gra w FK AS Trenčín.

## Kariera klubowa
Pierwszym klubem Gabriela był nigeryjski Kaduna United. W 2009 przeszedł do innego zespołu nigeryjskiego, Enyimba FC. W latach 2011–2013 grał w Kano Pillars FC. Następnie odszedł do Kilmarnock F.C., a w 2014 roku przeszedł do Waasland-Beveren. Jeszcze w tym samym roku został piłkarzem klubu Boavista FC. W 2016 przeszedł do FK AS Trenčín.

## Kariera reprezentacyjna
W reprezentacji Nigerii zadebiutował w 2010. W reprezentacji strzelił jedną bramkę. Dostał powołanie na Puchar Narodów Afryki 2013.